# Прогрессивная федеральная партия
Прогресси́вная федера́льная па́ртия (англ. Progressive Federal Party, африк. Progressiewe Federale Party) — южно-африканская политическая партия, основанная в 1977 году в результате слияния Прогрессивно-реформистской партии (созданной в 1975 году посредством объединения Прогрессивной и Реформистской партии) с либеральным крылом Объединённой партии.
Умеренные сторонники консоционализма посредством федеральной конституции. Первым лидером партии был Колин Эглин; Хелен Сазман (единственный открытый критик апартеида в парламенте) и Гарри Шварц были видными политиками, представлявшими левое и правое крыло партии соответственно. Массовой базой была либерально настроенная англоязычная интеллигенция, не согласная с режимом апартеида. Позже преобразована в Демократическую партию, а затем — в Демократический альянс.
Первым лидером партии был Колин Эглин. Впоследствии его сменил Фредерик ван Зил Слабберт, а затем Зак де Беер. Другим видным членом был Гарри Шварц, который не только возглавлял партию реформ но ещё и был председателем федерального исполнительного органа (1976—1979). Он также был финансовым представителем (1975—1991) и представителем защиты (1975—1984). Гарри Шварц считался лучшим парламентским оратором ПФП. В 1991 году он был назначен послом ЮАР в США.

## Лидеры партии
1. Колин Эглин (1977—1979)

2. Фредерик ван Зил Слабберт (1979—1986)

3. Колин Эглин (1986—1988)

4. Зак дер Беер (1988—1989)